# Diplotaxis urbana
Diplotaxis urbana är en skalbaggsart som beskrevs av Patricia Vaurie 1960. Diplotaxis urbana ingår i släktet Diplotaxis och familjen Melolonthidae. Inga underarter finns listade i Catalogue of Life.